# 웨딩드레스 (태양의 노래)
웨딩드레스(영어: Wedding Dress)은 대한민국의 음악 그룹 빅뱅의 태양의 두 번째 디지털 싱글 앨범이다. 2009년 11월 13일 각 온라인 음원 사이트를 통해 뮤직 비디오와 함께 공개되었다. 온라인 동영상 공유 사이트 유튜브를 통해 널리 알려지면서 세계적으로, 특히 북미 지역에서 인기를 모았고 각종 커버 및 패러디 영상이 나오기도 했다.

## 트랙 리스트
| #  | 제목                           | 작사  | 작곡        | 편곡  | 재생 시간 |
| -- | ------------------------------ | ----- | ----------- | ----- | --------- |
| 1. | 〈웨딩드레스 (Wedding Dress)〉 | Teddy | Teddy, 태양 | Teddy | 4:00      |